# Вільям Карр Крофтс
Вільям Карр Крофтс (англ. William Carr Crofts) — британський піонер кінематографу, підприємець і архітектор.

## Біографія
Вільям Карр Крофтс народився в Бредфорді, Західний Йоркшир в 1846 році.
Вільям Карр Крофтс став архітектором. У 1882 році він заснував разом зі своїм двоюрідним братом Вордсвортом Доністорпом Лігу захисту свободи і власності для сприяння розвитку індивідуальності та визвольних ідей. На відміну від Фабіанського товариства ця організація була антисоціалістичною за своїм духом. Ліга припинила існування незабаром після Першої світової війни.
В 1889 році Крофтс запатентував нову камеру спільно зі своїм кузеном Доністорпом. Обидва вони були захоплені дарвінізмом (сестра Крофтс Еллен була одружена з сином Чарльза Дарвіна Френсісом), дослідники припускають, що як їхні батьки спільно створили машину для вичісування шерсті (вона стала складовою частиною промислового перевороту), так і вони удвох намагалися в особі кінематографа створити механізм комунікаційної революції, необхідний для просування своїх радикальних суспільних поглядів. Відзначають, що це була унікальна кінокамера, яка мала більше спільного з текстильними машинами, ніж з фотографічними пристроями того часу. У період з кінця 1889 по початок 1891 роки (іноді вказується безпосередньо 1890 рік) Доністорп і Крофтс створили свій короткий фільм з вікна будівлі з видом на Трафальгарську площу Лондона. Десять кадрів фільму збереглися до нашого часу. Цей фільм визнається фахівцями першим, коли-небудь знятим в Лондоні. За життя авторів він ніколи не показувався публічно. Камера, винайдена Крофтсом і Доністорпом, дозволяла плівці рівномірно і плавно рухатися через отвір проектора.

## Фільми
Трафальгарська площа в Лондоні